# (16680) Minamitanemachi
(16680) Minamitanemachi est un astéroïde de la ceinture principale.

## Description
(16680) Minamitanemachi est un astéroïde de la ceinture principale. Il fut découvert le 14 mars 1994 à Kitami par Kin Endate et Kazuro Watanabe. Il présente une orbite caractérisée par un demi-grand axe de 2,68 UA, une excentricité de 0,18 et une inclinaison de 14,1° par rapport à l'écliptique.